# Artz (automerk)

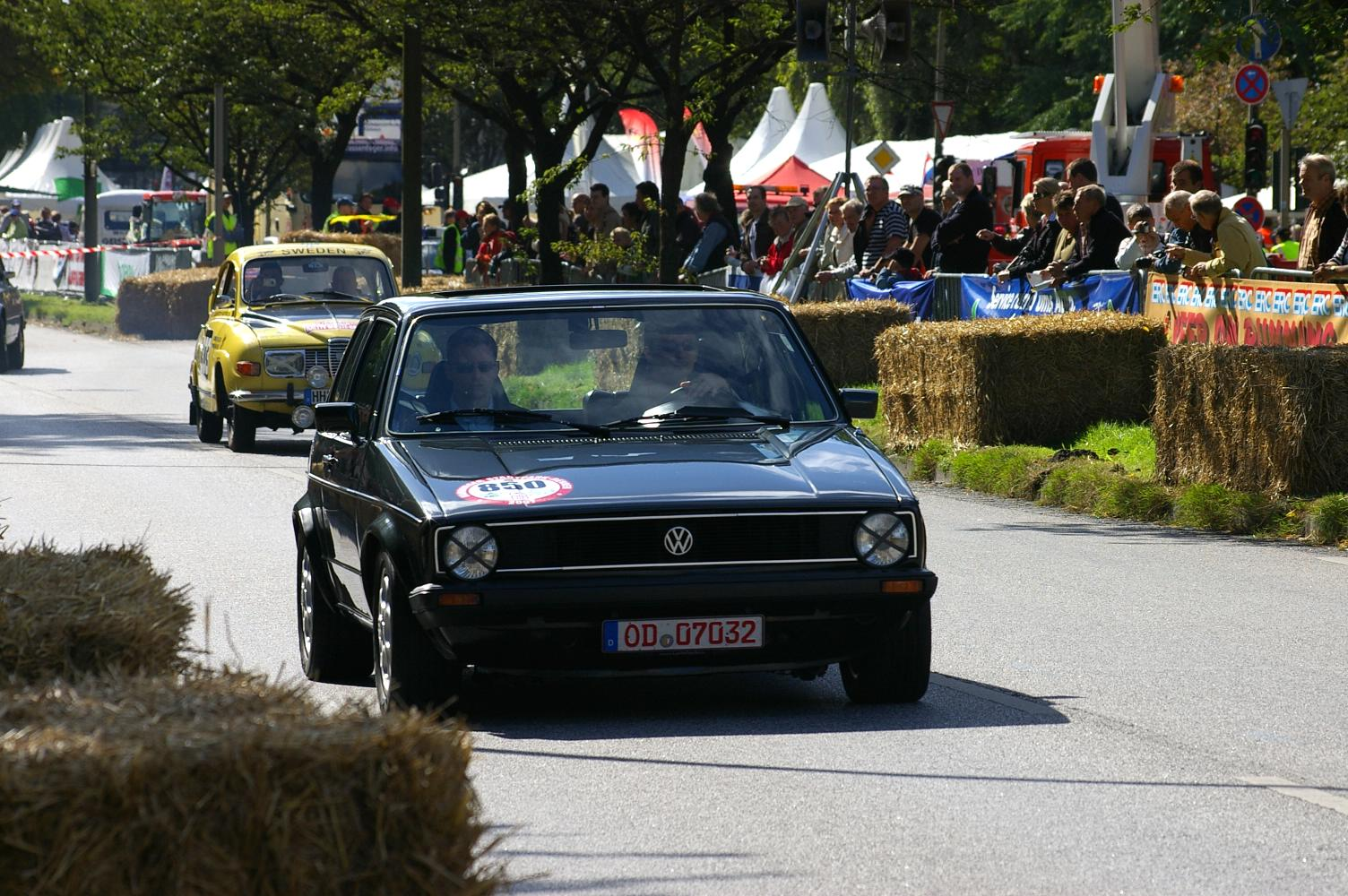
VW Golf 928 van Artz, op basis van een Porsche 928, herkenbaar aan het feit dat de auto zo'n 21 cm breder is dan een normale VW Golf.

Artz is een Duits carrosserie- en autotuningbedrijf dat in 1980 opgericht werd door Günter Artz. De ontwerpen van het bedrijf zijn hoofdzakelijk gebaseerd op modellen van Audi, VW en Porsche.

## Geschiedenis
Günter Artz, directeur van autodealer Nordstadt in Hannover, begon in de jaren 60 met het ombouwen van auto's voor eigen rekening. Na interne onenigheid binnen Nordstadt richtte hij in 1980 zijn eigen autotuningbedrijf op. Naast het ombouwen van bestaande automodellen produceerde Artz ook enkele eigen modellen in beperkte oplage. Tegenwoordig houdt het bedrijf zich bezig met behoud en restauratie van voertuigen. Günter Artz trok zich in 1996 terug uit de autobranche.

## Modellen
- VW Kever Carrera, een Volkswagen Kever met een Porsche Carrera-motor (1972/1974)
- Sciwago, een shooting brake op basis van de Volkswagen Scirocco (1978)[2]
- Porsche 928 Kombi, een shooting brake op basis van de Porsche 928 (1979, 1980)
- VW Golf Speedster, op basis van de eerste generatie VW Golf Cabriolet (1980)
- VW Jetta Cabrio, een cabriolet op basis van de Volkswagen Jetta (1980)
- Porsche 924 Turbo Kombi, een shooting brake op basis van de Porsche 924 (1980-1981)[3]
- Audi 200 Kombi, een stationwagen op basis van de Audi 200 (1981)
- Audi quattro Kombi, een shooting brake op basis van de Audi quattro (1981)
- Audi quattro Limousine, een sedanversie van de Audi quattro (1981)
- VW Scirocco omgebouwd tot pick-up (1982)
- VW Golf 928, een eigen ontwerp bestaande uit het onderstel van een Porsche 928 en een op maat gemaakte carrosserie op basis van de eerste generatie Volkswagen Golf (1983/1984)[1]
- VW Kever Carrera, een Volkswagen Kever die in opdracht gebouwd werd op de bodemplaat van een Porsche 914/6 (1986/1987)
- Cordett, een eigen ontwerp op basis van de Opel Kadett E en de Chevrolet Corvette (1989)[4]
- Mercedes W124 Kombi 500 TE, een stationwagen op basis van de Mercedes-Benz 500E (1991)
- Lotus Calibra, een eigen ontwerp op basis van de Opel Calibra en de Lotus Omega (1992)[4]

## Galerij

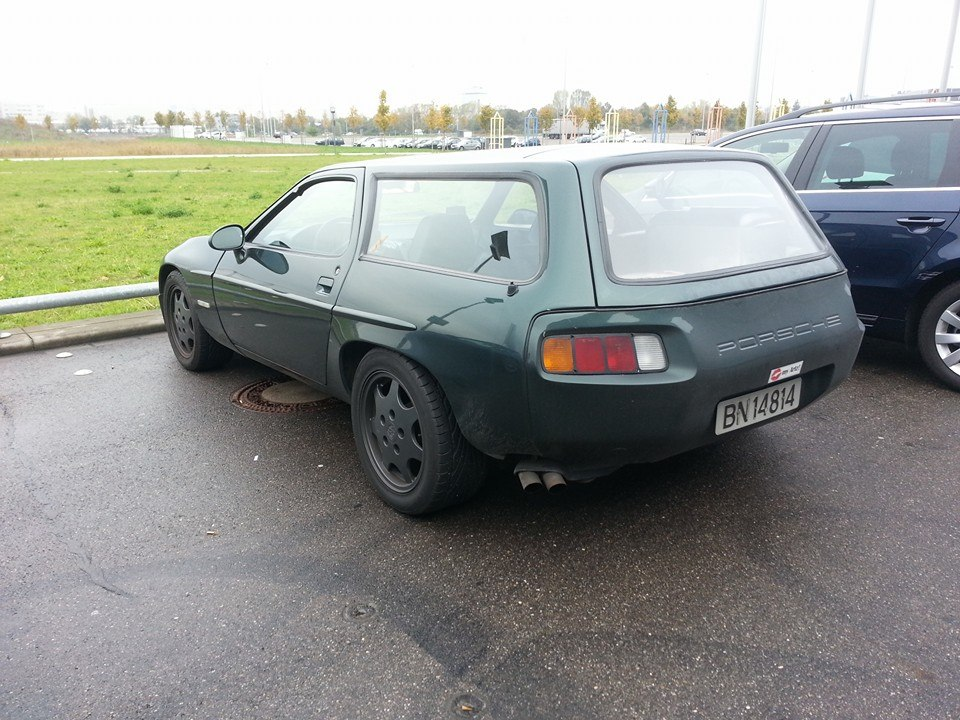
Porsche 928S shooting brake (1979)
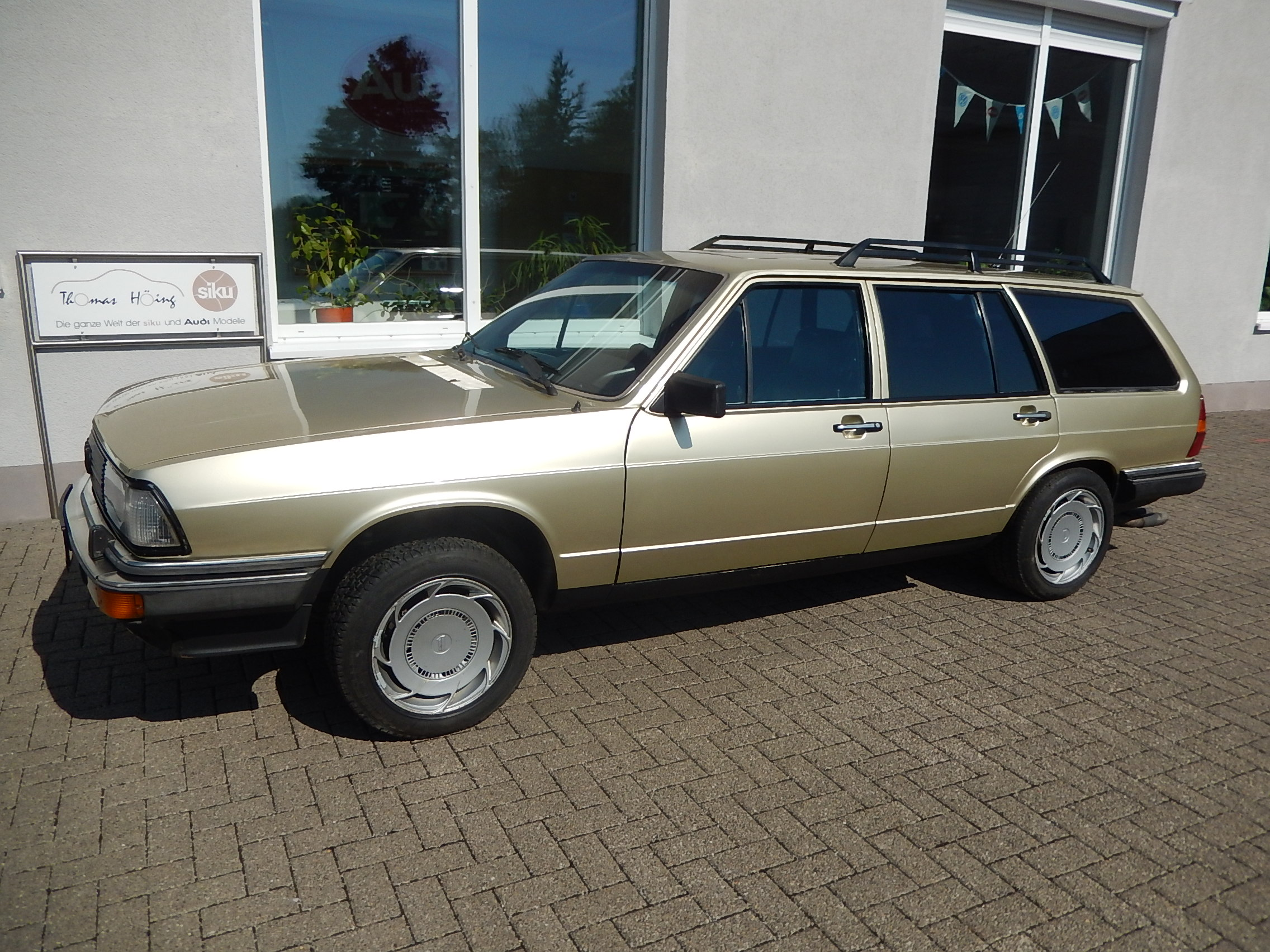
Audi 200 stationwagen (1981)
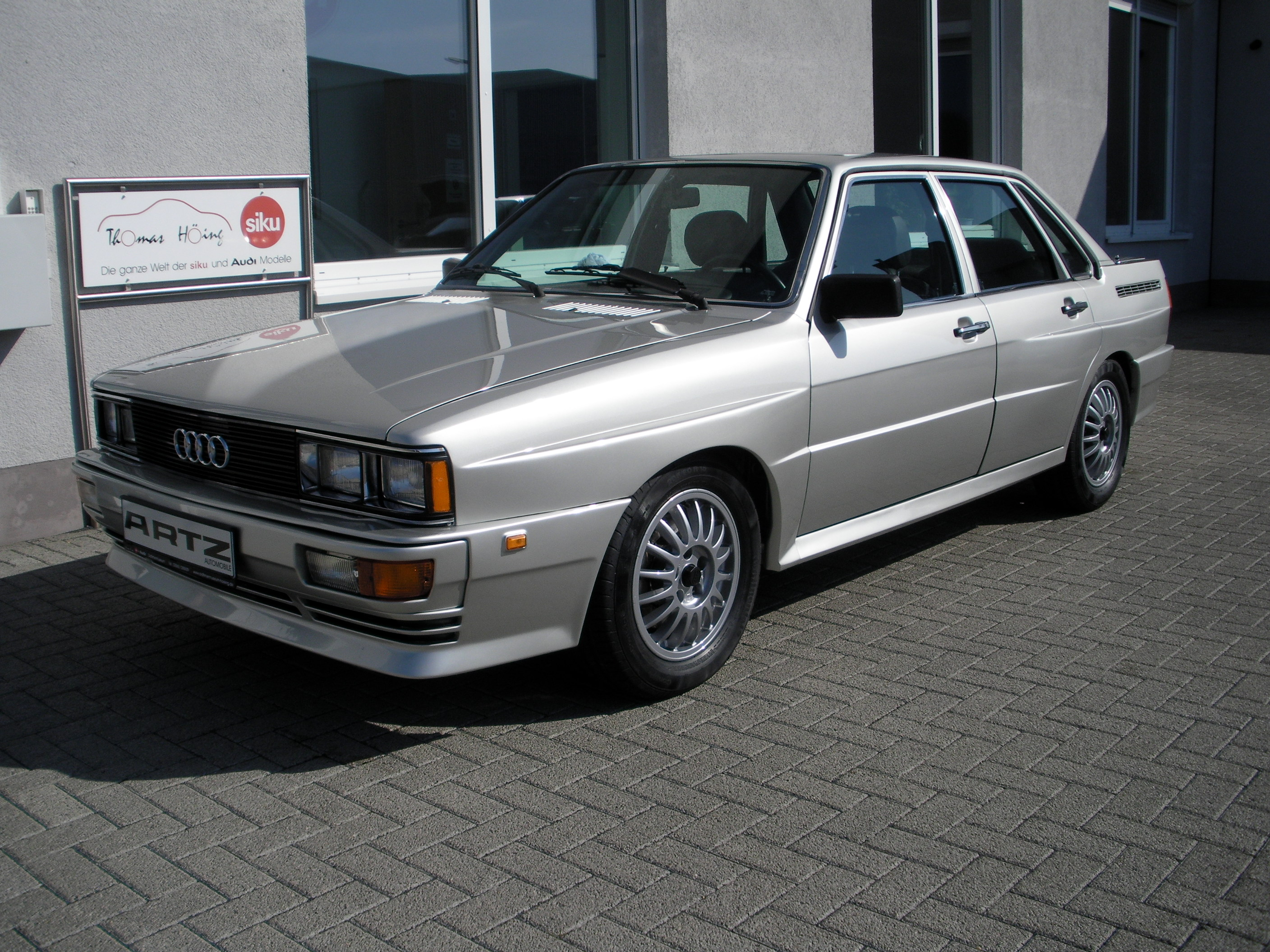
Audi quattro sedan (1981)
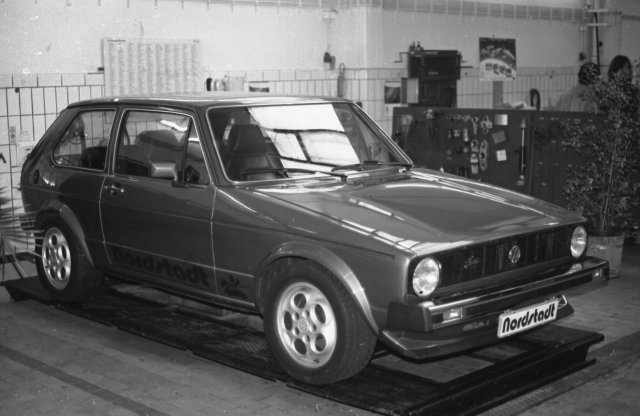
Golf 928 (1983)
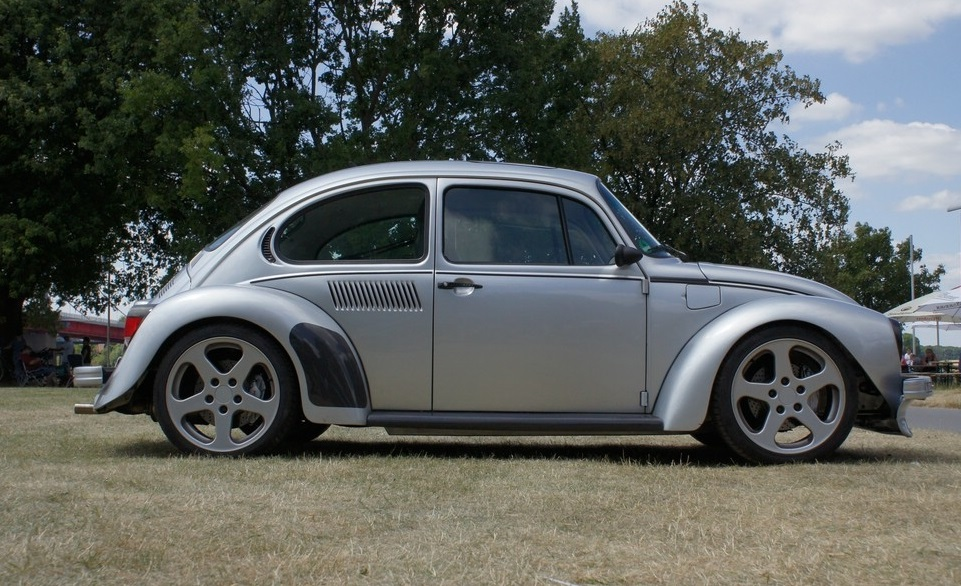
Kever Carrera (1986)